# Sport w Zielonej Górze
Sport w Zielonej Górze kojarzy się głównie z żużlem. W mieście jest jednak wiele klubów i stowarzyszeń sportowych reprezentujących różnorodne dyscypliny sportowe.

## Sport żużlowy
Zielonogórski Klub Żużlowy "Falubaz" Zielona Góra – klub o bogatej tradycji sięgających połowy lat 40. Jest najpopularniejszym klubem sportowym w województwie lubuskim. Na mecze ligowe ZKŻ-tu na Stadionie Miejskim przychodzi od 10 do 15 tysięcy widzów. W sezonie 2006 zespół uzyskał awans do ekstraklasy. W sezonie 2008 zdobył brązowy medal DMP, a w sezonie 2009 został DMP. W roku 2010 zdobył wicemistrzostwo Polski, a w roku 2011 mistrzostwo Polski.
Amatorski Klub Sportowy "Chóragan" – amatorski klub żużlowy zrzeszający kibiców sportu żużlowego i miłośników motocykli. W roku 2005 w Lublinie odbyły się II Indywidualne Mistrzostwa Polski Amatorów, w których udział wzięło 2 zawodników "Chóraganu" – Paweł Łukaszewski zdobył tytuł mistrzowski oraz Tomasz Macewicz (13 lokata). W roku 2006 nie udało się powtórzyć Pawłowi Łukaszewskiemu tego sukcesu, tym razem na własnym torze. Tak jak w roku 2004 triumfował Michał Widera ze Świętochłowic. Zawodnicy AKS-u "Chóragan" trenują na torze przy ulicy Wrocławskiej lub na krótszym, technicznym torze w miejscowości Przylaski. Aktualnie klub zrzesza kilkunastu członków w tym dziewięciu zawodników. W kolejności alfabetycznej są to:
- Jan Cisoń,
- Dariusz Dąbrowski,
- Tomasz Guzowski,
- Paweł Łukaszewski,
- Tomasz Macewicz,
- Paweł Prokopiuk,
- Rafał Prokopiuk,
- Andrzej Saniuk,
- Paweł Saniuk,

Miniżużel – zawiązano stowarzyszenie, które zadeklarowało budowę toru oraz rozwój miniżużla w Zielonej Górze. W chwili obecnej na rejestracji i szumnych deklaracjach się zakończyło. Brak funduszy sprawił, iż budowa toru jest zawieszona. Tor do miniżużla planuje się wybudować na terenach należących do Polskiego Związku Motorowego w Starym Kisielinie w sąsiedztwie toru kartingowego.

## Koszykówka
- Zastal Zielona Góra - klub koszykarski występujący w Polskiej Lidze Koszykówki. Pięciokrotny mistrz Polski.

## Siatkówka
- AZS UZ Zielona Góra - drużyna siatkówki mężczyzn występująca w II lidze.

## Piłka nożna
- Lechia Zielona Góra – najstarszy klub piłkarski Zielonej Góry. Występuje w III lidze.
- Falubaz Zielona Góra – nieistniejący klub piłkarski. W 2019 roku został zastąpiony przez Lechię.
- TS Przylep Zielona Góra – klub piłkarski grający w czwartej lidze. Od wiosny 2020 drużyna seniorska jako Lechia II Zielona Góra.
- TKKF Chynowianka Zielona Góra
- LSPM Zielona Góra
- UKS WODZ Zielona Góra
- Drzonkowianka Racula
- Ikar Zawada
- Sparta Łężyca
- Zorza Ochla

## Futsal
- AZS UZ Zielona Góra - drużyna futsalu mężczyzn występująca w II lidze

## Piłka ręczna
- AZS UZ Zielona Góra - drużyna piłki ręcznej mężczyzn występująca w I lidze.

## Tenis stołowy
- ZKS Palmiarnia Zielona Góra - klub występujący w I lidze tenisa stołowego.
- AZS UZ Zielona Góra - klub występujący w II lidze tenisa stołowego.

## Futbol amerykański
- KFA Wataha Zielona Góra - klub futbolu amerykańskiego, będący kontynuatorem nieistniejącego Dragons Zielona Góra.
- Dragons Zielona Góra - nieistniejący klub futbolu amerykańskiego, zastąpiony w 2017 roku przez KFA Wataha.

## Rugby
- Wataha RC Zielona Góra - klub rugby występujący w I lidze.

## Portale sportowe w Zielonej Górze
- Sportowa Zgora - najbardziej rozbudowany portal sportowy
- zgsport.pl - portal z informacjami o zielonogórskim sporcie
- Husaria Team - strona grupy rowerowej z Zielonej Góry